# 藍玉 (明)
藍 玉（らん ぎょく、? - 洪武26年2月10日（1393年3月22日））は、明初の将軍。定遠（現在の安徽省定遠県）の出身。兄は軍人の藍栄。姉は常遇春の妻。
明初に軍事的功績を挙げて大将軍・涼国公に栄進したが、それによる思い上がりと普段からの傲慢な振る舞いによって藍玉の獄と呼ばれる疑獄事件を引き起こした。

## 生涯
義兄の常遇春の麾下で活躍し、常遇春の推薦によって大都督府僉事に取り立てられた。明朝成立後は傅友徳による四川の夏平定、徐達の漠北遠征に従軍した。洪武11年（1378年）に沐英とともに西蕃（チベット）遠征に参加、アムド、カムの部族長達を従属させた。翌洪武12年（1379年）に軍功を評価されて永昌侯に封じられ、食禄2,500石を与えられた。そして藍玉は徐達や常遇春亡きあと、軍の中核的存在となった。
洪武20年（1387年）、大将軍の馮勝に従って北伐に参加し、北元の丞相ナガチュを降伏させる。翌洪武21年（1388年）に失脚した馮勝に代わる大将軍に任命された藍玉は150,000の兵を率いてモンゴル高原への遠征軍を率いた。ブイル・ノールに駐留する北元の皇帝トグス・テムルの元に向かい、百眼井に到達するが敵軍の姿を確認できなかったため、藍玉は帰国を考える。しかし、定遠侯の王弼に説得されて進軍を続け、ブイル・ノールの戦いでトグス・テムルの軍を撃破した。トグス・テムルは逃したものの、彼の妃や次男の地保奴を捕らえ、太子妃・公主などの皇女100人超、頭目3,000人超、捕虜77,000人、軍馬・家畜150,000匹を得て凱旋した。藍玉がトグス・テムルの妃と姦通した噂が流れ、恥じた妃は自害する事件が起きた。噂を聞いた洪武帝は激怒し、藍玉は謝罪した。それでもなお藍玉に恩賞は与えられたが、梁国公の授与は取りやめとなり、代わって涼国公に封じられた。
洪武23年（1390年）に藍玉は湖広施州衛の異民族の反乱を鎮圧する。洪武25年（1392年）に西蕃罕東の地（現在の甘粛省敦煌市南東）に遠征し、帰国後に太子太傅とされた。
藍玉には軍功にたのんだ傲慢な振る舞いが多く、洪武帝からしばしば叱責を受けていた。領民の土地を占有して咎めた官吏を放逐する、軍令を破って閉門した関所を強引に通行する行為が『明史』藍玉伝に記録されている。
洪武26年（1393年）に錦衣衛指揮の蔣瓛から謀反の意ありとされ、誅殺された（藍玉の獄）。張翼・陳桓・曹震ら高官から下級の将兵に至るまで次々と連座する人々が摘発され、15,000人から30,000人に及ぶと言われる犠牲者を出した。また、事件の余波は藍玉の娘婿である蜀王朱椿にも及んだ。このときの藍玉たちの供述や罪状は「逆臣録」として刊行された。

## 読書案内
- 川越泰博『明代中国の疑獄事件 藍玉の獄と連座の人々』（風響社, 2002年2月）